# New Falcon
New Falcon és una concentració de població designada pel cens dels Estats Units a l'estat de Texas. Segons el cens del 2000 tenia 184 habitants.

## Demografia
Segons el cens del 2000, New Falcon tenia 184 habitants, 62 habitatges, i 49 famílies. La densitat de població era de 355,2 habitants/km².
Dels 62 habitatges en un 45,2% hi vivien nens de menys de 18 anys, en un 64,5% hi vivien parelles casades, en un 11,3% dones solteres, i en un 19,4% no eren unitats familiars. En el 17,7% dels habitatges hi vivien persones soles el 12,9% de les quals corresponia a persones de 65 anys o més que vivien soles. El nombre mitjà de persones vivint en cada habitatge era de 2,97 i el nombre mitjà de persones que vivien en cada família era de 3,36.
Per edats la població es repartia de la següent manera: un 31% tenia menys de 18 anys, un 10,9% entre 18 i 24, un 23,9% entre 25 i 44, un 16,8% de 45 a 60 i un 17,4% 65 anys o més.
L'edat mediana era de 32 anys. Per cada 100 dones de 18 o més anys hi havia 84,1 homes.
La renda mediana per habitatge era de 14.688 $ i la renda mediana per família de 14.688 $. Els homes tenien una renda mediana de 10.625 $ mentre que les dones 36.250 $. La renda per capita de la població era de 8.971 $. Aproximadament el 34% de les famílies i el 42,7% de la població estaven per davall del llindar de pobresa.

## Poblacions més properes
El següent diagrama mostra les poblacions més properes.